# Confine tra Afghanistan e Iran

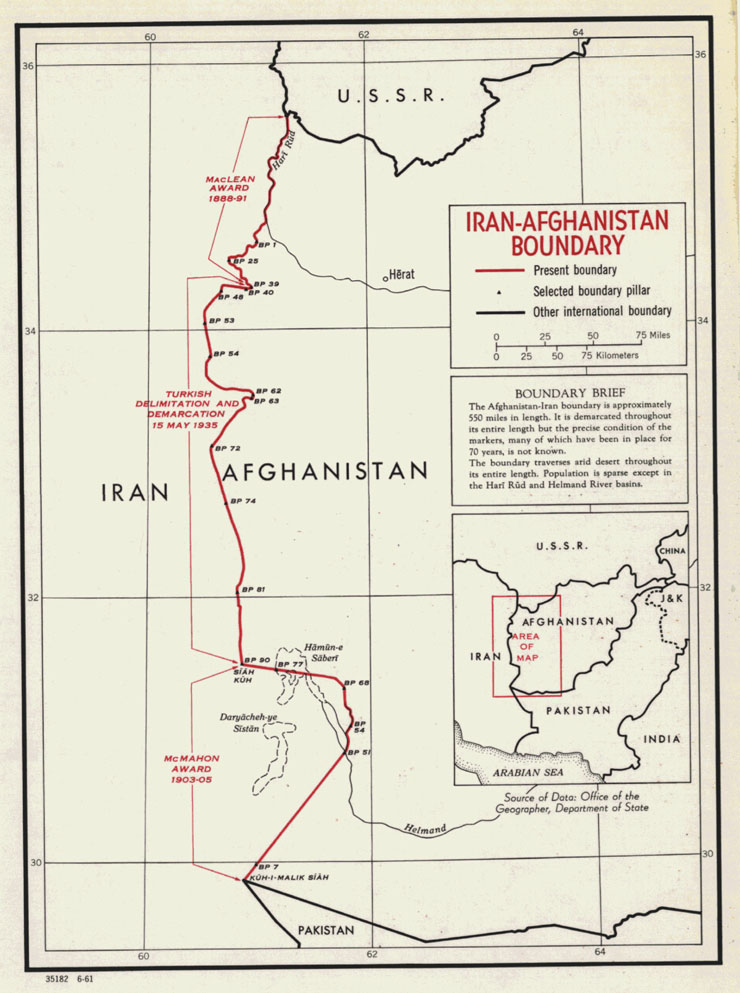
Mappa del confine tra Afghanistan e Iran nel 1962

Il confine tra Afghanistan e Iran è lungo 921 km e parte dalla triplice frontiera con il Turkmenistan a nord, fino al triplice frontiera con il Pakistan a sud.

## Descrizione
Il confine inizia alla triplice frontiera con il Turkmenistan nel fiume Harirud prima di procedere via terra appena ad est della città iraniana di Taybad. Il confine segue quindi una serie di brevi linee rette, passando per i laghi salati Daryacheh-ye Namakzar e Daqq-e Patergan; lungo questa sezione due prominenze territoriali iraniane sporgono in Afghanistan. 
La "sezione turca" centrale (vedi sotto) è costituita da una serie di linee rette che attraversano una pianura, con alcune montagne a sud, terminando al monte Kuh Siah, dove il confine vira bruscamente a est. Il tracciato attraversa il lago Hamun prima di virare a sud, dove segue il fiume Juy-e Siksar fino alla confluenza con il fiume Helmand. Il confine è poi caratterizzato da un lungo segmento rettilineo che va a sud-ovest fino alla triplice frontiera con il Pakistan sul monte Kuh-i-Malik Salih. 
Il confine attraversa una regione generalmente arida e inospitale con pochi abitanti, tranne nella zona di Zabol-Zaranj dove si trova il principale valico di frontiera. 

## Storia
Il confine tra la Persia e l'Afghanistan fu formalizzato nel periodo 1872-1935 da una serie di arbitrati attuati da terze parti, previsti dal Trattato di Parigi (1857) in cui la Persia e l'Afghanistan accettarono di deferire qualsiasi reciproca controversia all'arbitrato della Gran Bretagna (in quel periodo quest'ultima controllava gran parte dell'India, compreso l'attuale Pakistan). Una serie di contese tra l'Afghanistan e la Persia nel 1860 spinse il re persiano Naser al-Din Shah Qajar a chiedere agli inglesi di formalizzare il confine afghano-persiano.
Una delimitazione approssimativa fu proposta nel 1872 da un comitato guidato da Sir Frederic John Goldsmid seguendo una linea da Banda a Kuh-i-Malik Siah (una collina nel moderno triplice confine Afghanistan-Iran-Pakistan) attraverso il fiume Helmand. Entrambe le parti alla fine accettarono questa proposta, anche se in quel momento non fu ulteriormente implementata.
Il confine di Goldsmid si rivelò inadeguato, soprattutto per la deviazione del corso del fiume Helmand e pertanto un confine più preciso venne tracciato in tre sezioni nei decenni successivi: 
- la sezione settentrionale, dal generale CS MacLean, console generale britannico per il Khorasan e il Sīstān nel 1888-91
- la sezione meridionale, dal colonnello Sir Henry McMahon nel 1903-05
- la sezione centrale, del generale turco Fahrettin Altay nel 1934-35[3]

Successivamente furono eretti dei pilastri di confine per ogni demarcazione, arrivando a un totale di 172 pilastri eretti nelle sezioni non fluviali del confine.
Lo stesso confine non venne contestato dopo il 1935, ma le controversie relative all'allocazione delle risorse idriche nella regione continuarono per molti anni e non furono definitivamente risolte fino al 1973.

## Valichi di frontiera

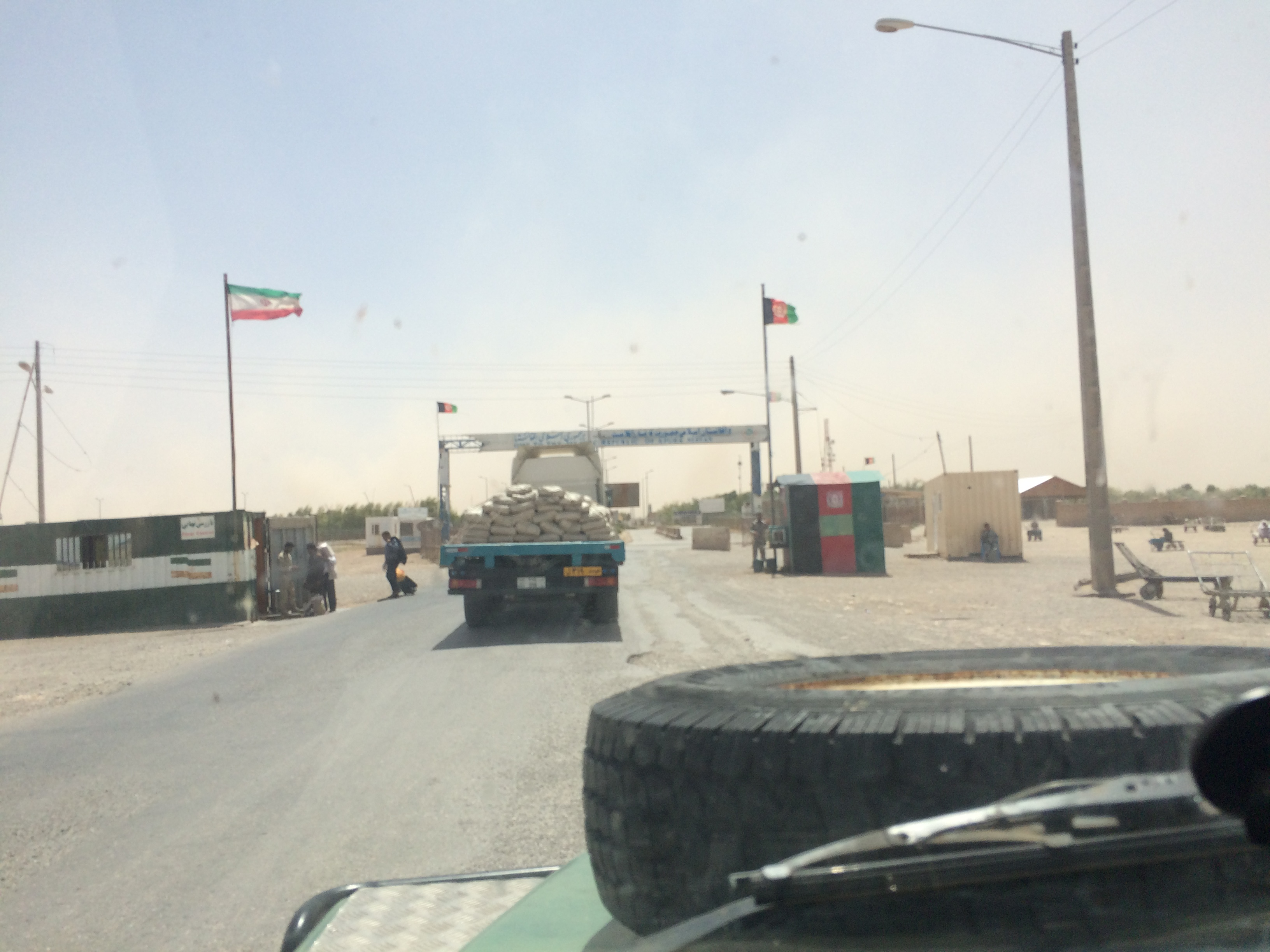
Entrando in Afghanistan a Islam Qala, da Taybad, Iran

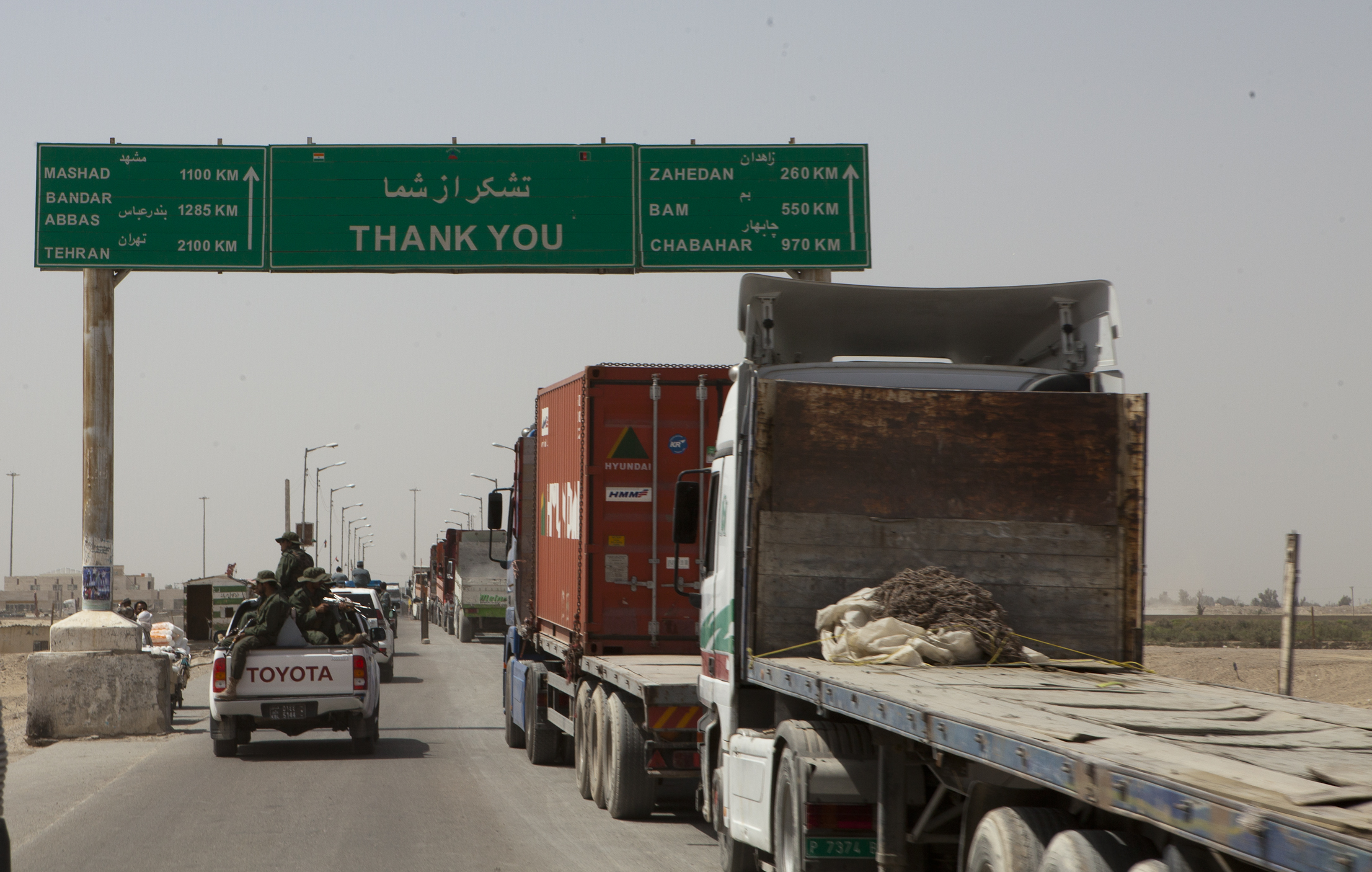
Camion in attesa di entrare in Iran al valico di confine di Zaranj.

- Islam Qala (AFG) -Taybad (IRN) (strada)
- Zaranj (AFG) -Malik (IRN) (strada)

## Insediamenti vicino al confine

### Afghanistan
- Kareyz-e Elyas
- Pish Robat
- Komisari
- Kalate-ye Nazar Khan
- Tahana-e Chah-e Sangar
- Chah Sagak
- Zaranj
- Mirza Abu Bakr

### Iran
- Jannatabad, Torbat-e Jam
- Malu Pa'in
- Kamareh Yusef
- Kamaneh-ye Mohammad Khan
- Taybad
- Qaleh Borj
- Musaabad
- Masumabad, Zirkuh
- Pasgah-e Kurigan
- Kalateh-yeh Kabud
- Katamak, Hirmand
- Zabol